# Агатангел Схолариос
Агатангел Схолариос (на гръцки: Αγαθάγγελος Σχολάριος, Агатангелос Схолариос) е гръцки духовник, митрополит на Цариградската патриаршия.

## Биография
Роден е с фамилното име Гавриилидис (Γαβριηλίδης) в 1818 година в малоазийския град Магнисия, Османска империя, затова носи и прякора Магнис (Μάγνης). В 1836 година на осемнадесет години е ръкоположен за дякон от митрополит Антим Ефески. Когато в 1845 година митрополит Антим става вселенски патриарх, взима със себе си Агатангел в Цариград. В 1847 година става велик архидякон.
През май или август 1848 година е избран за зворнишки митрополит. При управлението му в Зворник в 1852 година седалището на епархията е пренесено в Долна Тузла и оттогава тя започва са се нарича Зворнишко-Тузланска митрополия, макар в официалните актове на Цариградската патриаршия да остава името Зворнишка (Σβορνικίου), а титлата на Агатангел е митрополит Зворнишки и екзарх на Горна Далмация. В 1858 година при управлението на Агатангел, вследствие на турските злочинства, е организирана буната на прота Стеван Аврамович. Буната е осуетена, а митрополит Агатангел е отзован в същата година.
На 30 юни 1859 година заедно с Кесарий Ксантуполски е изпратен като патриаршески екзарх в Бурсенската епархия.
Избран е за митрополит на Филипийска, Драмска и Зъхненска епархия през май 1861 година на мястото на приелия католицизма Мелетий III Драмски. На 29 март 1862 година заминава за епархията си.
Агатангел оглавява катедрата в Драма от 1861 до 1872 година. На 25 май 1872 година, при третото управление на покровителя му Антим в Цариград, е избран за ефески митрополит, на мястото на сваления Паисий. Многократно е член на Светия Синод в Цариград. На два пъти е наместник на вселенския трон - в 1878 г., след смъртта на Йоаким II и в 1884 г., след оставката на Йоаким III. Като патриаршески наместник в 1878 година, по време на Руско-турската война връчва на руския посланик княз Алексей Лобанов-Ростовски писмо до Руския синод, в което се оплаква заради богослужебните връзки, поддържани от руските овенни свещеници в България със свещениците на Българскита екзархия, на което Лобанов-Ростовски отговаря, че не може да се очаква руските свещеници да установят тънката разлика между „православните“ и „схизматичните“, още повече че в страната има само „схизматични“.
Много пъти е ефор на Семинарията в Халки. Умира в 1893 година в Цариград.